# Agata Pietrzyk
Agata Pietrzyk (21 de julio de 1988) es una deportista polaca que compitió en lucha libre. Ganó dos medallas en el Campeonato Mundial de Lucha, plata en 2009 y bronce en 2008, y una medalla de bronce en el Campeonato Europeo de Lucha de 2010.

## Palmarés internacional
| Campeonato Mundial | Campeonato Mundial  | Campeonato Mundial | Campeonato Mundial |
| Año                | Lugar               | Medalla            | Categoría          |
| ------------------ | ------------------- | ------------------ | ------------------ |
| 2008               | Tokio (Japón)       | Medalla de bronce  | 59 kg              |
| 2009               | Herning (Dinamarca) | Medalla de plata   | 59 kg              |
| Campeonato Europeo |                     |                    |                    |
| Año                | Lugar               | Medalla            | Categoría          |
| 2010               | Bakú (Azerbaiyán)   | Medalla de bronce  | 55 kg              |